# Nymphe Keuleers
Nymphe Keuleers is een Belgisch schaatsster en skeelerster.

## Levensloop
Keuleers is als skeelerster actief bij Reko Zemst. Op de Europese kampioenschappen van 2019 behaalde ze goud op de 3000 meter aflossing samen met Sandrine Tas en Anke Vos.
Daarnaast is ze actief als langebaanschaatsster. In december 2018 sloot ze zich aan bij de Gentse schaatsclub LBSG.